# Himnusz-szobor
A Magyar Nemzeti Himnusz-szobor Budakeszi Buda felőli végében, a Szarvas téren áll egy kicsiny parkban, amelyet a PSZÜART, a lélek művészete alapítvány állíttatott közadakozásból. A szobor süttői mészkőből, márványból és bronzból készült, alkotója: V. Majzik Mária Magyar Örökség díjas képzőművész, tervezőmérnöke: Nagy Attila Gábor, harangjátékát a RANCZ Első Magyar Toronyóragyár Kft. készítette. Felavatására 2006. május 7-én került sor.

## Leírás
Az alkotás tulajdonképpen hét boltíves oszlopból áll. Kilenc méter hosszú, négy és fél méter magas. A mű központi oszlopa jóval szélesebb (kb. három méter), rajta egy bronzból készült istenalak áll, alján rovásírással a „himnusz” felirattal. Az alak körül, mint egy palást, majdnem teljes körben sugarak helyezkednek el, rajtuk Kölcsey Ferenc Himnuszának sorai olvashatók. A kompozíció a magyarság pogány és keresztény hagyományait megjelenítő szimbólumokat tartalmaz. A 3+1+3 tagolású boltívekben huszonegy harang lóg, rajtuk a hatvanhárom vármegye neve. A harangokat 896 gyöngy díszíti, utalva a honfoglalás évére. A harangok a déli harangszókor szólalnak meg, ünnepnapokon harangjáték működik, amely a Himnusz dallamát játssza el.